# Egenacceleration

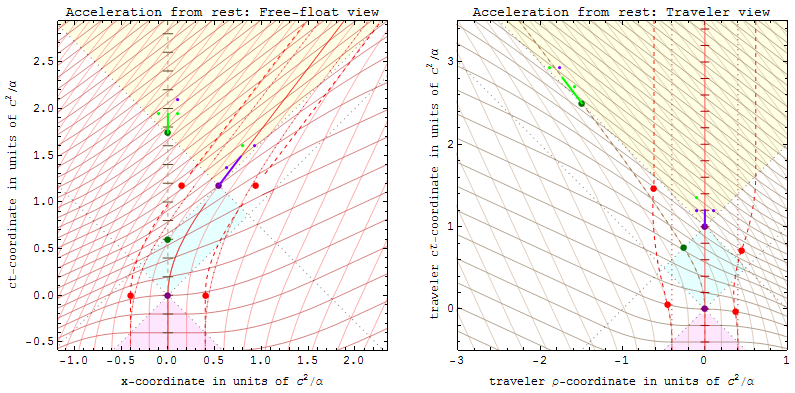
Karta och resandes vy av 1 G egenacceleration från vila under ett år.

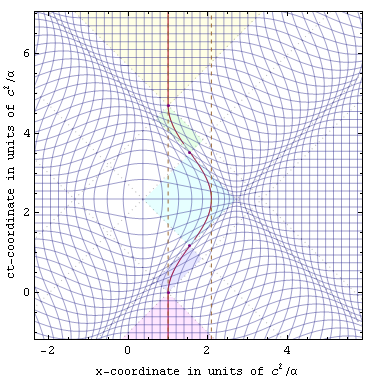
Resandes rumtid för en rundtur med konstant acceleration.

I relativitetsteorin är egenacceleration 
den fysiska accelerationen (till exempel den mätbara acceleration som syns på en accelerometer) som utövas på ett objekt. Det är nästan accelerationen relativt ett fritt fall eller inertiellt, observatören, som ett ögonblick är i vila i förhållande till objektet, som mäts.